# 潖江口站
潖江口站是一个京广线上的铁路车站，位于广东省清远市清城区飞来峡镇琶江口村，距丰台站2203公里，距广州站80公里，建于1909年，目前为四等站，邮政编码为511527。该站目前办理仅货运业务（货场及专用线）。